# Clemente Marchisio
Clemente Marchisio (Racconigi, 1º marzo 1833 – Rivalba, 16 dicembre 1903) è stato un presbitero italiano, fondatore della congregazione delle Figlie di San Giuseppe di Rivalba. È stato beatificato nel 1984 da papa Giovanni Paolo II.
La sua memoria liturgica cade il 16 dicembre.